# Amayo no Tsuki
Amayo no Tsuki (雨夜の月?) es una serie de manga japonesa escrita e ilustrada por Kuzushiro. La serie comenzó a publicarse en el sitio web de manga Comic Days de Kōdansha en junio de 2021. Se ha recopilado en siete volúmenes tankōbon a partir de junio de 2024. Se ha anunciado una adaptación a serie de televisión de anime.

## Argumento
De camino a sus lecciones de piano, Saki se topa con otra chica que la ayuda pero no responde a sus disculpas. El primer día de secundaria, la otra persona resulta ser Kanon, la persona sentada a su lado. Tiene problemas de audición y sólo puede entender a los demás cuando está cerca de ellos y puede leer sus labios. Muchos perciben a Kanon como distante y tiene pocos contactos. Pero Saki también puede comunicarse con ella mediante gestos. Se entera de que Kanon también solía hacer música hasta que perdió casi por completo la audición en un accidente. Y Saki pronto se da cuenta de que se ha enamorada de su compañera de clase. A medida que los dos se acercan más, Saki ayuda a su amiga a abrirse a los demás en la escuela. También tiene que lidiar con la hermana menor de Kanon, Rinne, que quiere proteger a su hermana mayor y también sospecha de Saki.

## Contenido de la obra

### Manga
Amayo no Tsuki está escrita e ilustrada por Kuzushiro y comenzó a publicarse en el sitio web de manga Comic Days de Kōdansha el 12 de junio de 2021. Se ha recopilado en siete volúmenes hasta el 19 de junio de 2024.
Durante su panel Anime NYC 2022, Kodansha USA anunció que obtuvo la licencia del manga para su lanzamiento en otoño de 2023.
| Volúmenes de manga publicados | Volúmenes de manga publicados | Volúmenes de manga publicados |
| Número                        | Fecha de lanzamiento          | ISBN                          |
| ----------------------------- | ----------------------------- | ----------------------------- |
| 1                             | 20 de octubre de 2021         | ISBN 978-4-06-525089-1        |
| 2                             | 18 de marzo de 2022           | ISBN 978-4-06-527114-8        |
| 3                             | 20 de septiembre de 2022      | ISBN 978-4-06-529121-4        |
| 4                             | 20 de marzo de 2023           | ISBN 978-4-06-531077-9        |
| 5                             | 18 de agosto de 2023          | ISBN 978-4-06-532694-7        |
| 6                             | 18 de enero de 2024           | ISBN 979-8-88-877311-6        |
| 7                             | 19 de junio de 2024           | ISBN 978-4-06-535922-8        |

### Anime
Se anunció una adaptación a serie de televisión de anime el 16 de noviembre de 2024.

## Recepción
El manga fue nominado a los Next Manga Awards en la categoría digital tanto en la edición de 2022 como en la de 2023. En 2023, la serie fue incluida por la Biblioteca Pública de Nueva York entre sus mejores libros para adolescentes de ese año.